# Ленинский городской округ
Ле́нинский городско́й о́круг — муниципальное образование на территории Московской области Российской Федерации.
Административный центр — город Видное.
На уровне административно-территориального устройства — город областного подчинения Видное с административной территорией.

## География
Площадь территории — 20 282 га.
Расположен в центральной части Московской области на Теплостанской возвышенности. Северной границей городского округа служит Московская кольцевая автомобильная дорога (МКАД), восточной границей — река Москва.

## История
В XI веке на территории Ленинского городского округа появляются поселения восточнославянского племени вятичей.

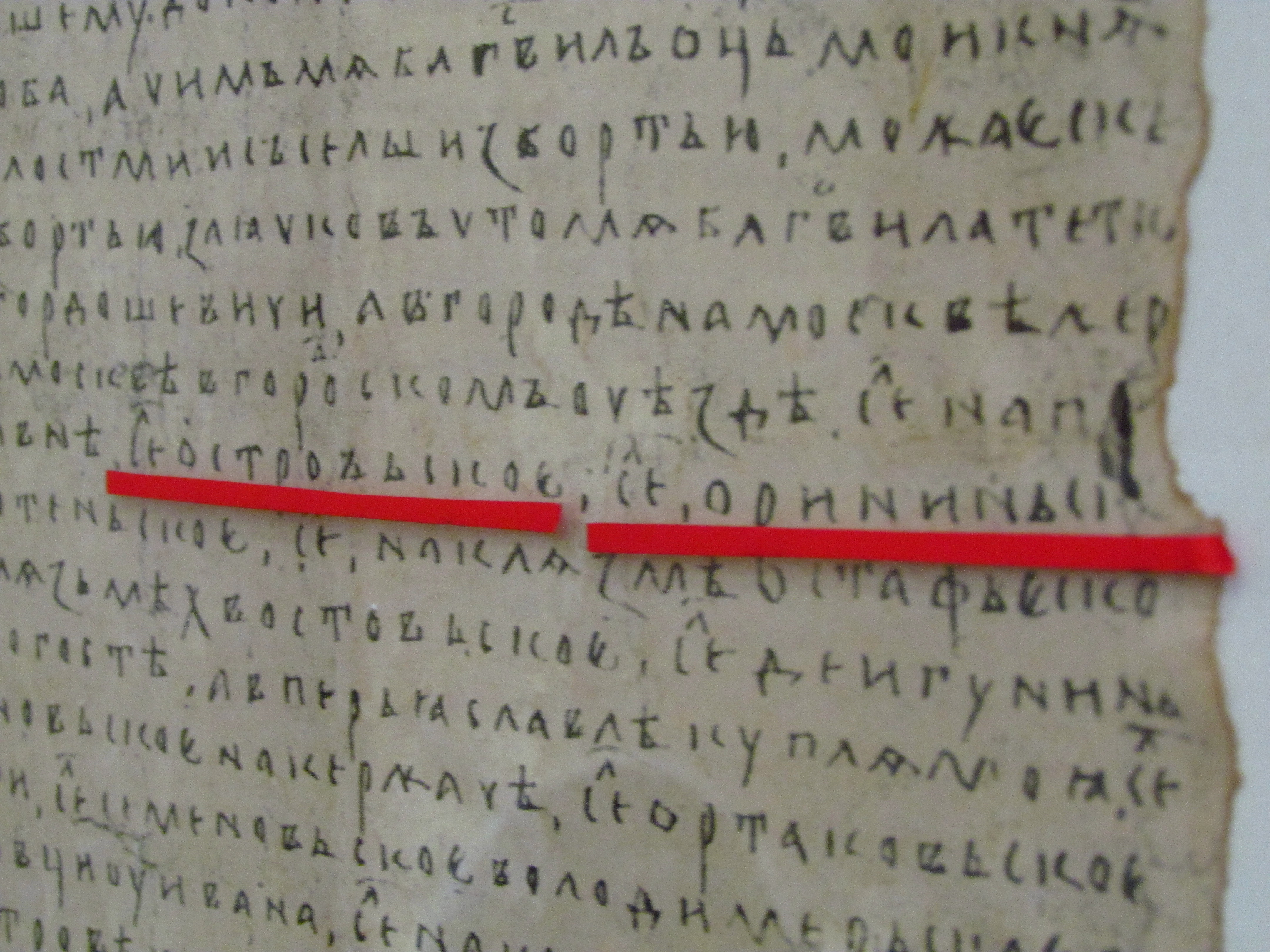
«Село Островьское» и «село Орининьское» в духовной грамоте. Экспозиция Историко-культурного центра Ленинского района.

В первой половине XIV века (около 1339 года) в духовной грамоте Ивана Калиты впервые упоминаются два населённых пункта нынешнего городского округа — сёла Остров («село Островьское») и Ирининское («село Орининьское», современное Молоково).
С XVI века Остров стал загородной резиденцией великих московских князей и царей.
В XVII веке не ранее 1658 года в местности Ермолинские Рощи была основана Екатерининская пустынь По преданию, монастырь был основан царём Алексеем Михайловичем.
В период XVIII—XIX веков на берегах рек и у живописных прудов по проектам лучших архитекторов возводятся усадебные ансамбли Валуево, Знаменское-Садки, Горки, Суханово, Филимонки.
С начала XIX века известна усадьба Видное.
В 1812 году Марией Семёновной Бахметьевой в деревне Тимохово основана усадьба Тимохово-Салазкино.
Во второй половине XIX века усадьбой Видное владел государственный деятель граф Н. В. Адлерберг, затем — его племянница графиня Е. А. Адлерберг (урождённая Галль).
На рубеже XX века имение было выкуплено акционерным обществом «Самопомощь», земля была разбита на участки и распродана. В 1902 году создано товарищество дачников и открыт дачный посёлок Видное.
В 1900 году вблизи имения купца 1-й гильдии, почётного гражданина Москвы Д. А. Расторгуева была построена железная дорога, а затем созданы станция Расторгуево и прилегающий к ней с запада дачный посёлок Фельдмаршальский. После Революции 1917 года посёлок был переименован в Расторгуево.
В 1928 году в составе Ленинской волости Московского уезда Московской губернии был образован дачный посёлок Ленино-Дачное. С преобразованием в 1929 году Московской губернии в область и новым районированием, 12 июля 1929 года постановлением Президиума ВЦИК «О составе округов и районов Московской области и их центрах» из пяти бывших волостей Московского и Подольского уездов в составе Московского округа был создан Ленинский район с центром в посёлке Ленино-Дачное (бывшее Царицыно, ныне район Царицыно и соседние районы города Москвы). Наименование Видное было перенесено на крестьянскую слободку.
В 1935 году был принят Генеральный план реконструкции Москвы. Принято решение о строительстве в Ленинском районе, в 5 км от станции Расторгуево большого коксогазового завода «Москокс» для обеспечения столицы дешёвым топливом и литейным коксом.

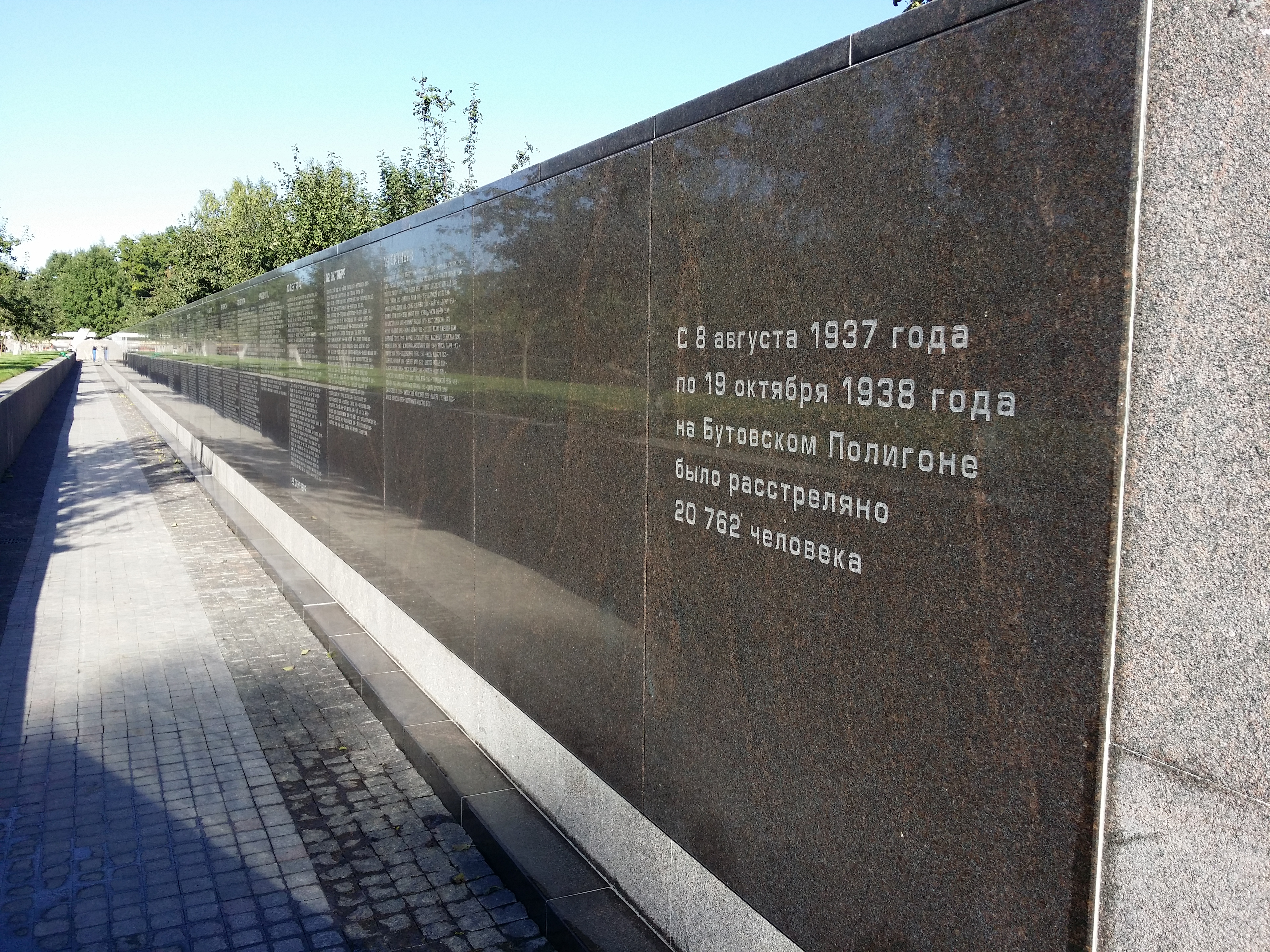
«Аллея памяти», символически воспроизводящая «расстрельные списки» НКВД 1937—1938 годов, мемориал на Бутовском расстрельном полигоне, где в 1930—1950-х годах в рамках сталинских репрессий было убито более двадцати тысяч человек, включая около тысячи представителей духовенства. Патриарх Алексий II назвал Бутовский полигон «Русской Голгофой»

В период сталинских репрессий рядом с деревнями Боброво и Дрожжино на Бутовском полигоне проводились массовые расстрелы. Согласно результатам исследований архивно-следственных документов, здесь в 1930—1950-х годах были расстреляны более двадцати тысяч человек: 20 761 расстрелянный в августе 1937 — октябре 1938 годов (время большинства казней) известен поимённо. В настоящее время на Бутовском полигоне устроен мемориальный комплекс, рядом (ныне территория посёлка Боброво) построен храм Новомучеников и Исповедников Российских в Бутове.
С 1937 года по 1940-е годы расстрелы и захоронения жертв сталинских репрессий проводились также на спецобъекте НКВД СССР «Коммунарка» недалеко от посёлка Коммунарка (в настоящее время относится к Новомосковскому административному округу Москвы).
В октябре 1937 года в Ленинском районе началось строительство коксогазового завода. Из разных уголков страны приехали опытные рабочие. Для жилья строителей были возведены деревянные бараки на так называемом Временном посёлке. Великая Отечественная война приостановила строительство. В уже построенных помещениях разместились склады и мастерские по ремонту боевой техники.
В 1938—1953 годах на территории Екатерининского монастыря располагалась Сухановская особорежимная тюрьма (Сухановка, Спецобъект 110), служившая местом содержания, пыток и казней особо важных арестованных и осуждённых (включая Исаака Бабеля и Николая Ежова).
Постановлением исполнительного комитета Московского областного совета депутатов трудящихся (Мособлисполкома) от 5 июля 1939 года и указом Президиума Верховного совета РСФСР от 19 сентября 1939 года дачный посёлок Ленино-Дачное был преобразован в рабочий посёлок Ленино с сохранением за ним статуса административного центра Ленинского района.

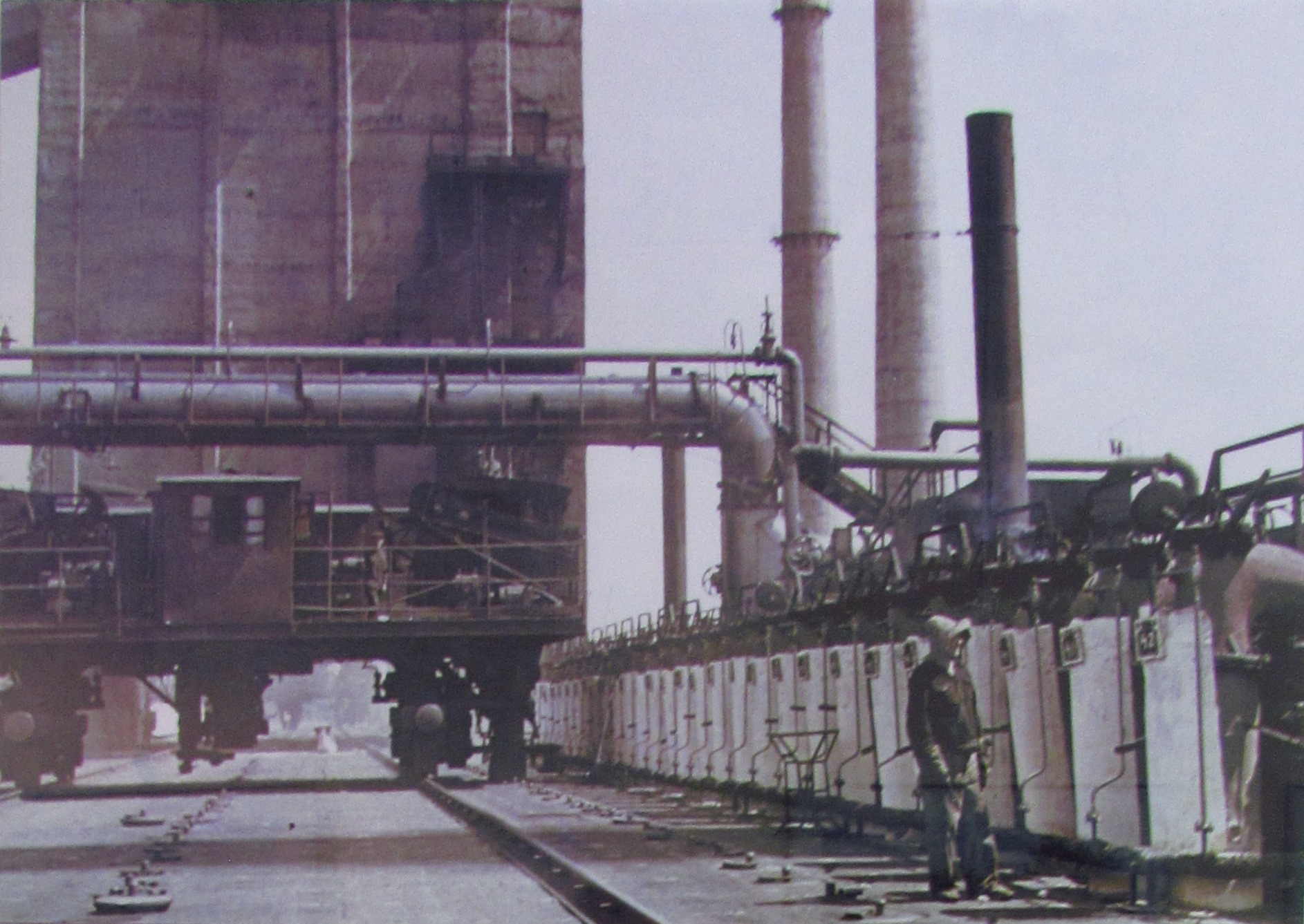
Верх печей коксового цеха. Экспозиция Историко-культурного центра Ленинского района.

После войны строительство коксогазового завода было продолжено. В 1949 году в трёх километрах от завода, за лесной защитной зоной, началось строительство благоустроенного постоянного рабочего посёлка Видное. Авторами проекта стали архитектор Б. В. Ефимович и инженер-конструктор А. М. Рузский. Центральные улицы посёлка — Школьная, Садовая, Заводская, Радиальные и другие были застроены двухэтажными кирпичными домами оригинальной нестандартной формы. В эти же годы получила своё оформление Советская площадь. Были построены магазины, школы, поликлиника, детские ясли и сады, Дом культуры и другие общественные здания. 2 апреля 1951 года завод дал первый литейный кокс и коксовый газ.
В 1959 году рабочий посёлок Видное был передан в состав Ленинского района. 26 ноября 1959 года Мособлисполком постановил перенести центр Ленинского района из Ленина в рабочий посёлок Видное, но Президиум Верховного совета РСФСР не утвердил это решение.
18 августа 1960 года Указом Президиума Верховного Совета РСФСР рабочий посёлок Ленино был включён в состав города Москвы, в Пролетарский район. Северная часть Ленинского района также вошла в состав Москвы. Территория района расширилась на запад за счёт упразднённых Кунцевского и Калининского районов Московской области.
18 августа 1960 года был образован Ульяновский район. 1 февраля 1963 года он был ликвидирован. Несмотря на ликвидацию посёлка Ленино как отдельного населённого пункта, он формально являлся центром нового Ульяновского района и оставался им до ликвидации района.
В 1963—1965 годах территория района входила в состав Ленинского укрупнённого сельского района.
В 1965 году рабочий посёлок Видное был преобразован в город областного подчинения и стал центром Ленинского района.
В 1984 году из Ленинского района в состав Москвы были переданы город Солнцево, посёлок Бутово и некоторые населённые пункты в их окрестностях, в результате чего Ленинский район оказался разделённым на две части территорией Москвы.
В 2002 году город Видное был лишён статуса города областного подчинения и включён в состав Ленинского района.
В 2005 году в ходе муниципальной реформы Ленинский район получил статус муниципального образования (муниципального района) и был разделён на 14 самостоятельных муниципальных образований (3 городских поселения и 11 сельских поселений).
С 2010-х годов Видное и Ленинский район становятся очагом массовой жилой застройки (17 жилых комплексов в городе).
В 2012 году в деревне Орлово началось строительство Национального конного парка «Русь», крупнейшего в Европе центра конного спорта. В парке находятся конноспортивные манежи, спортивная школа, цирк, музей и зоопарк. Планируется также строительство ипподрома и большой троеборной трассы для кросса. На территории Парка регулярно проводятся конноспортивные мероприятия по всем олимпийским, паралимпийским и нескольким неолимпийским дисциплинам международного уровня.
С 1 июля 2012 года в ходе реализации проекта по расширению Москвы западная часть района, 56 % территории (городское поселение Московский, сельские поселения Внуковское, Воскресенское, Десёновское, «Мосрентген», Сосенское и Филимонковское), была передана из Московской области в состав Москвы.
В 2015 году в деревне Мисайлово началось строительство крупнейшего жилого комплекса Подмосковья «Пригород Лесное».
Большая часть церковных приходов Ленинского городского округа объединена в Видновское благочиние. Духовным и административным центром благочиния до 2007 года являлся Успенский храм в Таболове (город Видное), построенный в 1705—1721 годах; с 2007 по 2018 годы — построенный в центре Видного Георгиевский храм. С 2018 года — храм Казанской иконы Божией Матери села Молоково.

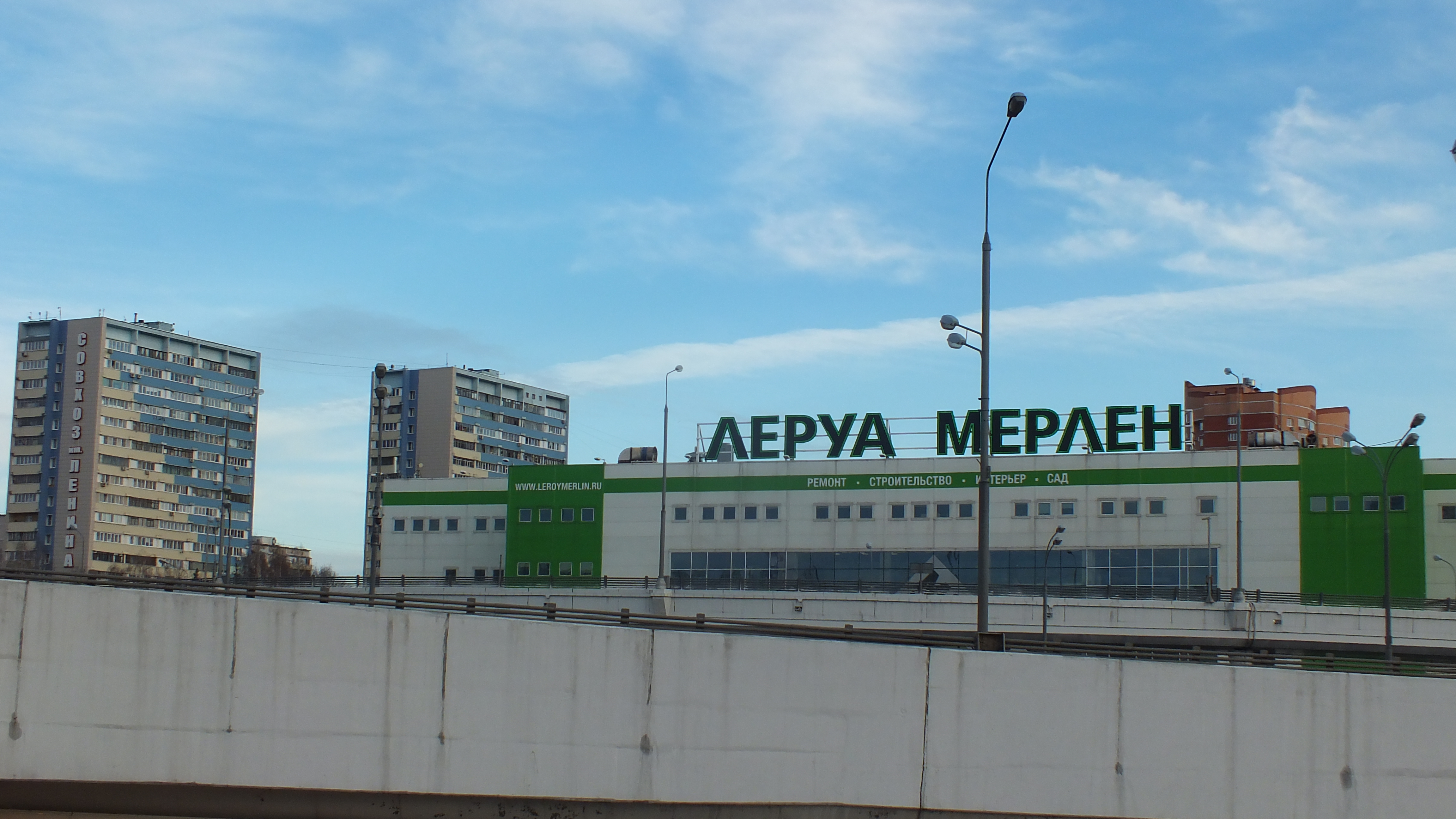
Гипермаркет строительных материалов сети «Леруа Мерлен» на 24-м км МКАД, посёлок совхоза имени Ленина. Вид из Москвы

5 августа 2019 года Ленинский муниципальный район (последний из оставшихся в области) был упразднён, все входившие в его состав городские и сельские поселения объединены в одно муниципальное образование — Ленинский городской округ.
15 октября 2019 года Ленинский административный район (последний из оставшихся в области) был упразднён, вместо него образован город областного подчинения Видное с административной территорией.
В ОКТМО и ОКАТО преобразование было утверждено в 2021 году.

## Население
| 2020    | 2021     | 2023     | 2024     |
| ------- | -------- | -------- | -------- |
| 167 927 | ↗288 651 | ↗309 204 | ↗327 211 |

### Урбанизация
В городских условиях (город Видное, рабочие посёлки Боброво, Бутово, Горки Ленинские, Дрожжино, Лопатино, Измайлово и Новодрожжино) проживают 59,6 % населения городского округа (2024 год).

### Национальный состав
По итогам переписи населения 2020 года проживали следующие национальности (национальности менее 0,1 % и другое, см. в сноске к строке «Другие»):
| Национальность | Численность, чел. | Доля     |
| -------------- | ----------------- | -------- |
| Русские        | 223 696           | 77,50 %  |
| Армяне         | 7068              | 2,45 %   |
| Азербайджанцы  | 3713              | 1,29 %   |
| Татары         | 2621              | 0,91 %   |
| Украинцы       | 1964              | 0,68 %   |
| Узбеки         | 1939              | 0,67 %   |
| Таджики        | 1910              | 0,66 %   |
| Киргизы        | 748               | 0,26 %   |
| Молдаване      | 744               | 0,26 %   |
| Грузины        | 706               | 0,24 %   |
| Белорусы       | 581               | 0,20 %   |
| Чуваши         | 571               | 0,20 %   |
| Мордва         | 436               | 0,15 %   |
| Казахи         | 384               | 0,13 %   |
| Корейцы        | 353               | 0,12 %   |
| Башкиры        | 318               | 0,11 %   |
| Лезгины        | 312               | 0,11 %   |
| Евреи          | 310               | 0,11 %   |
| Другие         | 40 277            | 13,95 %  |
| Итого          | 288 651           | 100,00 % |

## Населённые пункты
В Ленинском городском округе 56 населённых пунктов, в том числе 10 городских (из них 1 город, 9 посёлков городского типа) и 46 сельских (из них 10 посёлков, 4 села и 32 деревни).
| №  | Населённый пункт            | Тип                     | Население | Территориальный отдел                                       |
| -- | --------------------------- | ----------------------- | --------- | ----------------------------------------------------------- |
| 1  | Андреевское                 | деревня                 | ↗247      | ТО «Молоковское»                                            |
| 2  | Апаринки                    | деревня                 | ↗170      | ТО Видное «Центральный»                                     |
| 3  | Ащерино                     | деревня                 | ↗199      | ТО «Картинский»                                             |
| 4  | Белеутово                   | деревня                 | ↗418      | ТО «Горки Ленинские»                                        |
| 5  | Беседы                      | село                    | ↗182      | ТО «Картинский»                                             |
| 6  | Битца                       | посёлок                 | ↗101      | ТО «Булатниковское»                                         |
| 7  | Ближние Прудищи             | деревня                 | ↗52       | ТО «Картинский»                                             |
| 8  | Боброво                     | посёлок городского типа | ↗16 988   | ТО «Бутовский»                                              |
| 9  | Богданиха                   | деревня                 | ↗104      | ТО «Молоковское»                                            |
| 10 | Большая Володарка           | деревня                 | ↗83       | ТО «Володарское»                                            |
| 11 | Большое Саврасово           | деревня                 | ↗59       | ТО «Володарское»                                            |
| 12 | Булатниково                 | село                    | ↗551      | ТО «Булатниковское»                                         |
| 13 | Бутово                      | посёлок городского типа | ↗13 110   | ТО «Бутовский», ТО «Булатниковское»                         |
| 14 | Видное                      | город                   | ↗106 222  | три ТО Видное: «Центральный», «6 микрорайон», «Расторгуево» |
| 15 | Володарского                | посёлок                 | ↗9306     | ТО «Володарское»                                            |
| 16 | Вырубово                    | деревня                 | ↗144      | ТО «Булатниковское»                                         |
| 17 | Горки                       | деревня                 | ↗3526     | ТО «Горки Ленинские»                                        |
| 18 | Горки Ленинские             | посёлок городского типа | ↗3205     | ТО «Горки Ленинские»                                        |
| 19 | Григорчиково                | деревня                 | ↗54       | ТО «Володарское»                                            |
| 20 | Дальние Прудищи             | деревня                 | ↗141      | ТО «Молоковское»                                            |
| 21 | Дрожжино                    | посёлок городского типа | ↗35 233   | ТО «Бутовский»                                              |
| 22 | Дроздово                    | деревня                 | ↗226      | ТО «Картинский»                                             |
| 23 | Дубровский                  | посёлок                 | ↗464      | ТО «Булатниковское»                                         |
| 24 | Дыдылдино                   | деревня                 | ↗147      | ТО Видное «Центральный»                                     |
| 25 | Ермолино                    | село                    | ↗79       | ТО Видное «6 микрорайон»                                    |
| 26 | Жабкино                     | деревня                 | ↗311      | ТО «Булатниковское»                                         |
| 27 | Измайлово                   | посёлок городского типа | ↗1631     | ТО «Булатниковское»                                         |
| 28 | Калиновка                   | деревня                 | ↗537      | ТО «Горки Ленинские»                                        |
| 29 | Картино                     | деревня                 | ↗183      | ТО «Картинский»                                             |
| 30 | Коробово                    | деревня                 | ↗202      | ТО «Горки Ленинские»                                        |
| 31 | Ленинский                   | посёлок                 | ↗113      | ТО Видное «Центральный»                                     |
| 32 | Леспаркхоз                  | посёлок                 | ↗33       | ТО «Булатниковское»                                         |
| 33 | Лопатино                    | посёлок городского типа | ↗15 366   | ТО Видное «Расторгуево»                                     |
| 34 | Малая Володарка             | деревня                 | ↗46       | ТО «Володарское»                                            |
| 35 | Малое Видное                | деревня                 | ↗83       | ТО «Картинский»                                             |
| 36 | Мамоново                    | деревня                 | ↗122      | ТО «Картинский»                                             |
| 37 | Мещерино                    | посёлок                 | ↗100      | ТО «Горки Ленинские»                                        |
| 38 | Мильково                    | деревня                 | ↗191      | ТО «Картинский»                                             |
| 39 | Мисайлово                   | посёлок городского типа | ↗27 093   | ТО «Молоковское»                                            |
| 40 | Молоково                    | посёлок городского типа | ↗12 361   | ТО «Молоковское»                                            |
| 41 | Новодрожжино                | посёлок городского типа | ↗3270     | ТО «Бутовский»                                              |
| 42 | Орлово                      | деревня                 | ↗127      | ТО «Молоковское»                                            |
| 43 | Остров                      | село                    | ↗463      | ТО «Молоковское»                                            |
| 44 | Петровское                  | посёлок                 |           | ТО «Горки Ленинские»                                        |
| 45 | Петрушино                   | деревня                 | ↗165      | ТО Видное «Расторгуево»                                     |
| 46 | Пуговичино                  | деревня                 | ↗104      | ТО «Горки Ленинские»                                        |
| 47 | Развилка                    | посёлок                 | ↗14 788   | ТО «Картинский»                                             |
| 48 | санатория «Горки Ленинские» | посёлок                 | ↗305      | ТО «Горки Ленинские»                                        |
| 49 | Сапроново                   | деревня                 | ↗16 817   | ТО «6 микрорайон»                                           |
| 50 | Слобода                     | деревня                 | ↗335      | ТО «Картинский»                                             |
| 51 | совхоза имени Ленина        | посёлок                 | ↗7234     | ТО «Картинский»                                             |
| 52 | Спасские Выселки            | деревня                 |           | ТО «Булатниковское»                                         |
| 53 | Спасское                    | деревня                 | ↗92       | ТО Видное «Расторгуево»                                     |
| 54 | Суханово                    | деревня                 | ↗496      | ТО Видное «Расторгуево»                                     |
| 55 | Таболово                    | деревня                 | ↗93       | ТО Видное «Центральный»                                     |
| 56 | Тарычёво                    | деревня                 | ↗324      | ТО Видное «Центральный»                                     |

27 июня 2019 года ещё в составе Ленинского района 6 сельских населённых пунктов преобразованы в посёлки городского типа (рабочие посёлки): деревни Боброво, Бутово, Дрожжино, Лопатино и посёлки (сельского типа) Измайлово и Новодрожжино.
16 мая 2020 года в Ленинском городском округе на территории упразднённого военного городка образован новый населённый пункт — посёлок Петровское.
19 ноября 2024 года рабочие посёлки Боброво, Бутово, Горки Ленинские, Дрожжино, Измайлово, Лопатино, Новодрожжино и деревня Мисайлово были преобразованы в посёлки городского типа.
11 декабря 2024 года село Молоково было преобразовано в посёлок городского типа

## Общая карта
Легенда карты:
|  | Более 100 000 жителей   |
|  | 20 000 — 30 000 жителей |
|  | 10 000 — 20 000 жителей |
|  | 5 000 — 10 000 жителей  |
|  | 1 000 — 5 000 жителей   |
|  | Менее 1 000 жителей     |

## Органы местного самоуправления
Структуру органов местного самоуправления городского округа составляют:
- Совет депутатов Ленинского городского округа Московской области (представительный орган),
- глава Ленинского городского округа Московской области,
- администрация Ленинского городского округа Московской области (исполнительно-распорядительный орган),
- Контрольно-счётная палата Ленинского городского округа Московской области (контрольно-счётный орган).

Главой городского округа является Спасский Алексей Петрович. Председателем Совета депутатов городского округа — Радченко Станислав Николаевич.

### Территориальные отделы
В структуру территориального управления администрации городского округа входят территориальные отделы:
- Территориальный отдел Видное «6 микрорайон»
- Территориальный отдел Видное «Расторгуево»
- Территориальный отдел Видное «Центральный»
- Территориальный отдел «Булатниковское»
- Территориальный отдел «Бутовский»
- Территориальный отдел «Володарское»
- Территориальный отдел «Горки Ленинские»
- Территориальный отдел «Картинский»
- Территориальный отдел «Молоковское»

## Экономика
Перечень системообразующих организаций Московской области на территории городского округа:
- Группа компаний «Албес» ООО «АЛБЕС МЕТ»,
- ООО «Торговый Дом „Албес Центр“».

## Транспорт
В Ленинском городском округе имеется развитая система пассажирских перевозок.
Маршрутный транспорт:
| Тип              | №      | Сообщение   | Первая конечная                           | Вторая конечная | Обслуживающее предприятие                |
| ---------------- | ------ | ----------- | ----------------------------------------- | --- | ---------------------------------------- |
| Троллейбус       | 1      | Городское   | станция Расторгуево                       | ул. Заводская (кольцевой) | МУП «Видновский троллейбусный парк»      |
| Троллейбус       | 2      | Городское   | станция Расторгуево                       | ул. Советская (кольцевой) | МУП «Видновский троллейбусный парк»      |
| Автобус          | 2      | Городское   | станция Расторгуево                       | ул. Ольгинская | ООО «Домтрансавто»                       |
| Троллейбус       | 3      | Городское   | ул. Советская (кольцевой)                 | МУП «Видновский троллейбусный парк» |                                          |
| Троллейбус       | 3      | Городское   | Видное-1 (МКГЗ — ул. Советская)           | (кольцевой) | МУП «Видновский троллейбусный парк»      |
| Троллейбус       | 4      | Городское   | станция Расторгуево                       | Видное-1 (МКГЗ) | МУП «Видновский троллейбусный парк»      |
| Автобус          | 6      | Городское   | станция Расторгуево                       | Мебельный магазин | ООО «Домтрансавто»                       |
| Автобус          | 7      | Городское   | ул. Ольгинская                            | Проспект Ленинского комсомола | ООО «Домтрансавто»                       |
| Автобус          | 8      | Городское   | станция Расторгуево                       | - д. Ермолино — с. Калиновка | ООО «Домтрансавто»                       |
| Автобус          | 8      | Городское   | д. Ермолино                               | нет (кольцевой) | ООО «Домтрансавто»                       |
| Автобус          | 10     | Пригородное | д. Петрушино                              | г. Видное (Поликлиника) | ООО «Мострансавто»                       |
| Автобус          | 18     | Пригородное | г. Москва (ул. Коктебельская)             | п.г.т. Бутово (Бутовский полигон) | ГУП «Мосгортранс» (филиал «Южный»)       |
| Автобус          | 24     | Пригородное | г. Видное (Площадь)                       | станция Ленинская | ООО «Домтрансавто»                       |
| Автобус          | 27     | Пригородное | станция Ленинская                         | д. Мещёрино | ООО «Домтрансавто»                       |
| Автобус          | 29     | Пригородное | г. Видное (Площадь)                       | п. Володарского (ЖК «Ольховка») | ООО «Мострансавто»                       |
| Автобус          | 35     | Пригородное | г. Видное (Проспект Ленинского комсомола) | с. Калиновка | ООО «Домтрансавто»                       |
| Автобус          | 44     | Пригородное | г. Видное (станция Расторгуево)           | д. Слобода | ООО «Домтрансавто»                       |
| Маршрутное такси | 45к    | Пригородное | г. Домодедово (станция Домодедово)        | п. Мещёрино | ООО «Ранд Транс»                         |
| Автобус          | 59     | Пригородное | г. Подольск (станция Подольск)            | г. Видное (станция Расторгуево) | ООО «Домтрансавто»                       |
| Автобус          | 351    | Пригородное | г. Москва (м. Котельники)                 | п. Володарского | ООО «Домтрансавто»                       |
| Автобус          | 355    | Пригородное | г. Москва (м. Зябликово)                  | д. Слобода | ООО «Домтрансавто»                       |
| Автобус          | 356    | Пригородное | г. Москва (м. Зябликово)                  | - п. Развилка, д. 38 - п. Развилка (Почта)                                                                                              | ООО «Домтрансавто»                       |
| Автобус          | 356к   | Пригородное | г. Москва (м. Зябликово)                  | д. Мамоново (Мамоновское кладбище) | ООО «Домтрансавто»                       |
| Автобус          | 364    | Пригородное | г. Москва (м. Домодедовская)              | г. Видное (станция Расторгуево (ул. Заводская))                                                                                         | ООО «Мострансавто»                       |
| Автобус          | 367    | Пригородное | г. Москва (м. Зябликово)                  | - п. Володарского (ЖК «Ольховка») - с. Остров - д. Мисайлово (ЖК «Пригород Лесное») - с. Молоково (Солнечный проезд) - с. Константиново | ООО «Домтрансавто»                       |
| Автобус          | 379    | Пригородное | г. Москва (станция Бутово)                | г. Видное (станция Расторгуево) | ООО «Домтрансавто»                       |
| Автобус          | 439    | Пригородное | г. Москва (м. Зябликово)                  | р.п. Горки Ленинские | ООО «Домтрансавто»                       |
| Автобус          | 471(Е) | Пригородное | г. Москва (м. Домодедовская)              | - г. Видное - д. Ермолино | ООО «Мострансавто»                       |
| Автобус          | 471(Р) | Пригородное | г. Москва (м. Домодедовская)              | - г. Видное (станция Расторгуево) | ООО «Мострансавто»                       |
| Автобус          | 489    | Пригородное | г. Москва (м. Кантемировская)             | г. Видное (станция Расторгуево) | ООО «Мострансавто»                       |
| Маршрутное такси | 507к   | Пригородное | г. Москва (станция Бутово)                | - д. Боброво (ул. Крымская, д. 13) — г. Видное (станция Расторгуево)                                                                    | ООО «Ранд-Транс»                         |
| Маршрутное такси | 609    | Пригородное | г. Москва (м. Пражская)                   | п. Битца (платформа Битца) | ООО «Автокарз»                           |
| Маршрутное такси | 871к   | Пригородное | г. Москва (м. Домодедовская)              | - п. Мещёрино — д. Мисайлово (ЖК «Пригород Лесное»)                                                                                     | ООО «Ранд-Транс»                         |
| Автобус          | с908   | Пригородное | г. Москва (платформа Чертаново)           | п. Измайлово | ГУП «Мосгортранс» (филиал «Южный»)       |
| Маршрутное такси | 1019к  | Пригородное | г. Москва (м. Аннино)                     | д. Ермолино | ООО «Альфа-Грант»                        |
| Маршрутное такси | 1020   | Пригородное | г. Москва (м. Южная)                      | д. Ермолино | ООО «Альфа-Грант»                        |
| Маршрутное такси | 1020к  | Пригородное | г. Москва (м. Южная)                      | г. Видное (ЖК «Зелёные Аллеи») | ООО «Альфа-Грант»                        |
| Автобус          | 1039   | Пригородное | г. Видное (Видное-1 (МКГЗ))               | г. Москва (город Московский) | ООО «Домтрансавто»                       |
| Автобус          | 1040   | Пригородное | г. Видное (Видное-1 (МКГЗ))               | г. Москва (посёлок Ватутинки) | ООО «Домтрансавто»                       |
| Автобус          | 1042   | Пригородное | г. Видное (Видное-1 (МКГЗ))               | г. Москва (станция Внуково) | ООО «Домтрансавто»                       |
| Маршрутное такси | 1046   | Пригородное | г. Москва (м. Зябликово)                  | п. Совхоз имени Ленина (ТРК «Вегас») | ООО «Люберецкое транспортное агенстство» |
| Автобус          | 1201   | Пригородное | г. Москва (м. Бульвар Дмитрия Донского)   | д. Дрожжино (ул. Южная, д. 25) | ООО «Ранд-Транс»                         |
| Маршрутное такси | 1202   | Пригородное | г. Москва (м. Бульвар Дмитрия Донского)   | д. Боброво (микрорайон Восточное Бутово)                                                                                                | ООО «Ранд-Транс»                         |
| Маршрутное такси | 1224к  | Пригородное | г. Москва (м. Бульвар Дмитрия Донского)   | д. Суханово | ООО «Ранд-Транс»                         |
| Маршрутное такси | 1228к  | Пригородное | г. Москва (ТЦ «Л-153»)                    | п. Развилка, д. 38 | ООО «Ранд-Транс»                         |
| Маршрутное такси |        | Пригородное | г. Москва (м. Домодедовская)              | п. Совхоз имени Ленина (ТРК «Вегас») | ООО «Транспорт 21 век»                   |
| Марштурное такси |        | Пригородное | г. Москва (м. Зябликово)                  | п. Совхоз имени Ленина (ТРК «Вегас») |                                          |
| Маршрутное такси |        | Пригородное | п. Развилка, д. 38                        | п. Совхоз имени Ленина (ТРК «Вегас») |                                          |

## Гражданская архитектура
Усадьбы
- Усадьба Горки Ленинские (музей-заповедник) (пгт Горки Ленинские).
- Усадьба Видное (город Видное).
- Усадьба Тимохово-Салазкино (город Видное, объект культурного наследия регионального значения[46]).
- Усадьба Суханово (деревня Суханово).
- Усадьба Измайлово.
- Усадьба Остров (село Остров).

Другое
- Прядильно-ткацкая фабрика, основанная в 1868 году, и дом купца, эмигранта Е. Е. Шлихтермана начала XX века (бывшее сельское поселение Володарское).

## Храмы и монастыри
Два действующих монастыря
- Екатерининская пустынь (город Видное). Монастырь основан не ранее 1658 года. В годы сталинских репрессий и до конца 1950-х годов в его зданиях располагалась Сухановская особорежимная тюрьма (так называемая «Сухановка»), служившая местом содержания, пыток и казней особо важных арестованных и осуждённых (включая Исаака Бабеля и Николая Ежова).
- Крестовоздвиженский Иерусалимский монастырь 1865 года (посёлок санатория «Горки Ленинские», объект регионального значения).

Храмы
- Храм Рождества Христова в Беседах, построенный в 1598—1599 годах Годуновыми (село Беседы, памятник архитектуры федерального значения).
- Храм Преображения Господня в селе Остров конца XVI — начала XVII века (село Остров, памятник архитектуры федерального значения).
- Храм святителя Николая Чудотворца 1646 года (посёлок Володарского).
- Храм Успения Пресвятой Богородицы в Таболове 1705 года (город Видное, церковь и надвратная колокольня являются памятниками архитектуры федерального значения).
- Троицкий храм 1734 года (посёлок Измайлово)
- Храм Рождества Пресвятой Богородицы в Тарычёве 1764 года (город Видное, памятник архитектуры федерального значения).
- Храм Казанской иконы Божией Матери 1810 года (село Молоково, объект регионального значения).
- Храм святителя Димитрия Ростовского 1813 года (деревня Суханово).
- Храм святителя Николая в Ермолине 1830 года (село Ермолино, памятник архитектуры местного значения).
- Ильинский храм 1895 года (деревня Дыдылдино).
- Храм Новомучеников и Исповедников Российских в Бутове и Бутовский крест (посёлок Боброво, в районе Бутовского полигона).
- другие храмы городского округа

## Памятники и парки
- Памятное место «Бутовский полигон» — место массовых казней и захоронений жертв сталинских репрессий (рядом с посёлком Боброво).
- В центре Видного находятся Аллея Славы, Советская площадь и Историко-культурный центр Ленинского района с музейной краеведческой экспозицией[47].
- Национальный конный парк «Русь».
- Детский парк «Долина сказок» (посёлок совхоза имени Ленина)[48].

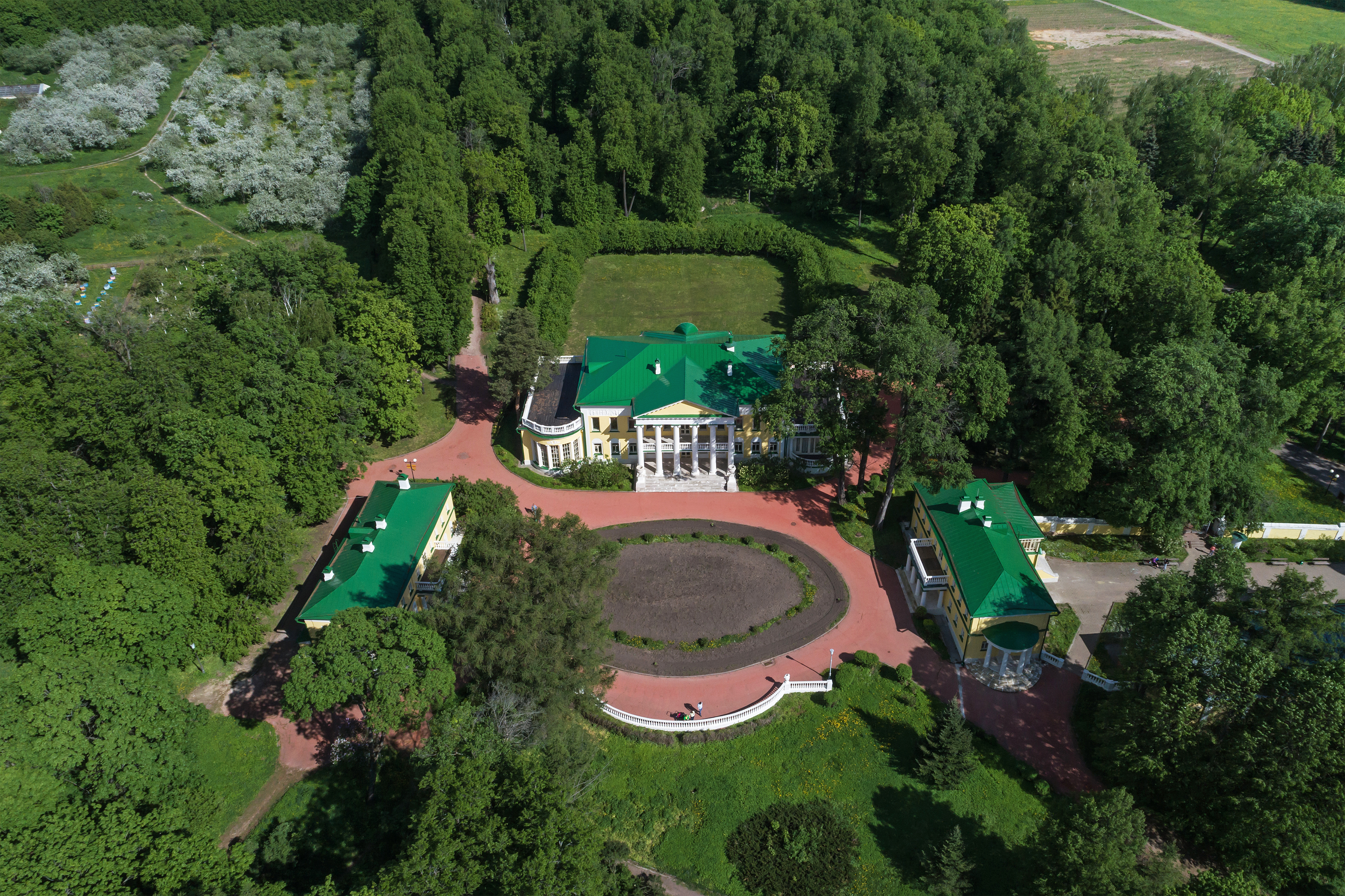
Усадьба Горки Ленинские (музей-заповедник), первая треть XIX века (посёлок Горки Ленинские)
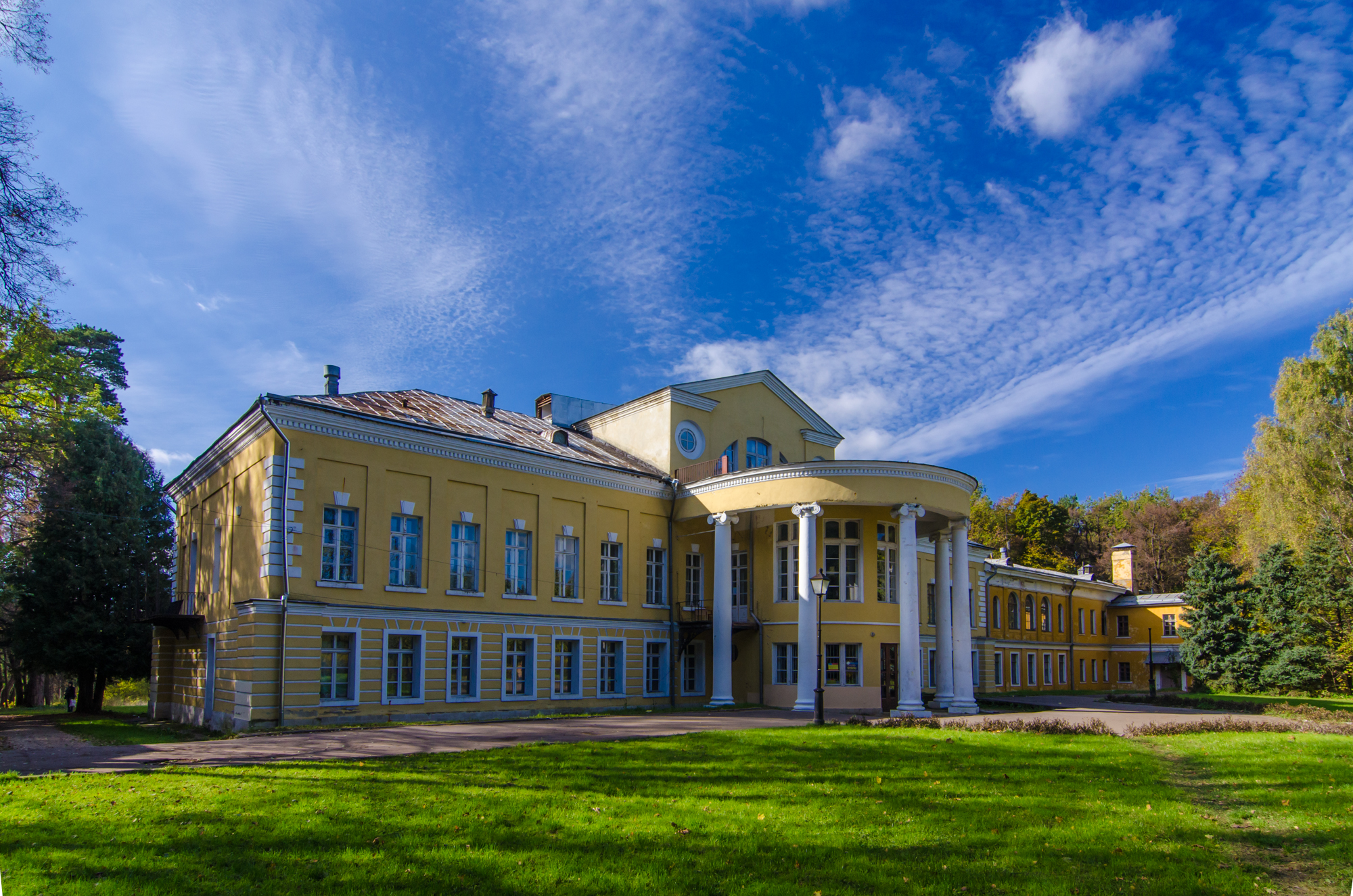
Усадьба Суханово конец XVIII—XIX века, господский дом (деревня Суханово)
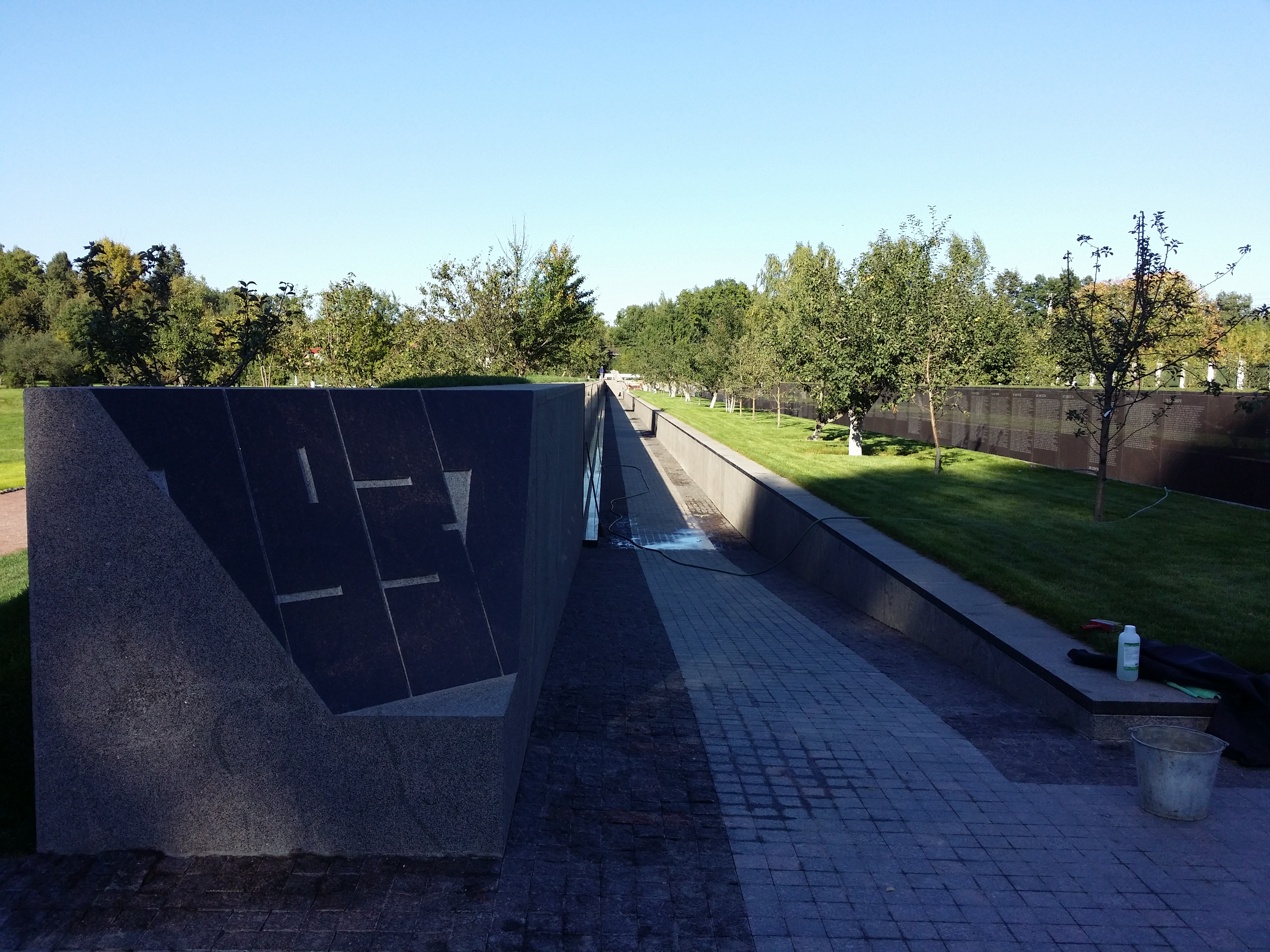
Бутовский полигон (рядом с посёлками Боброво и Дрожжино)
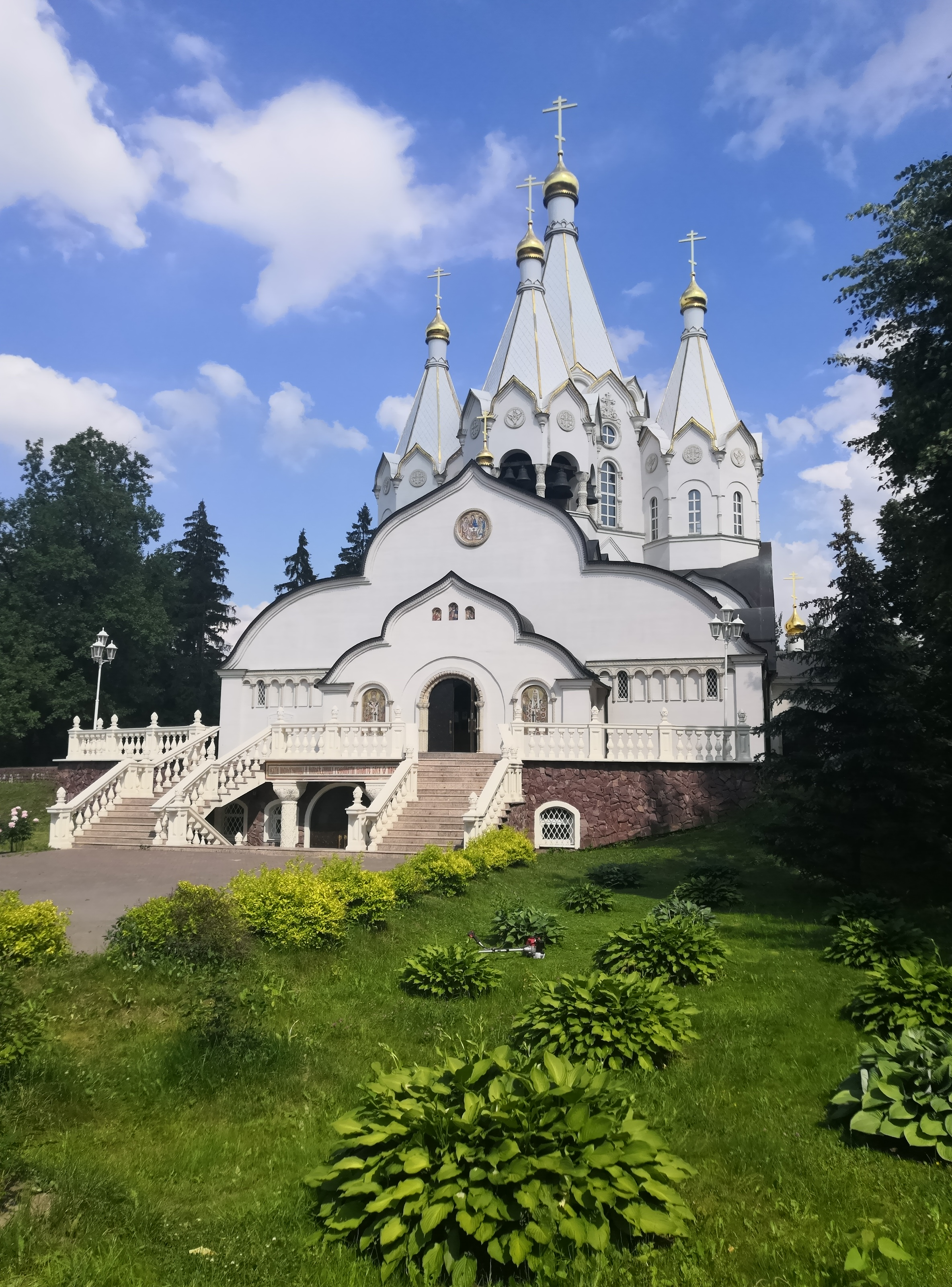
Храм Новомучеников и Исповедников Российских в Бутове (посёлок Боброво)
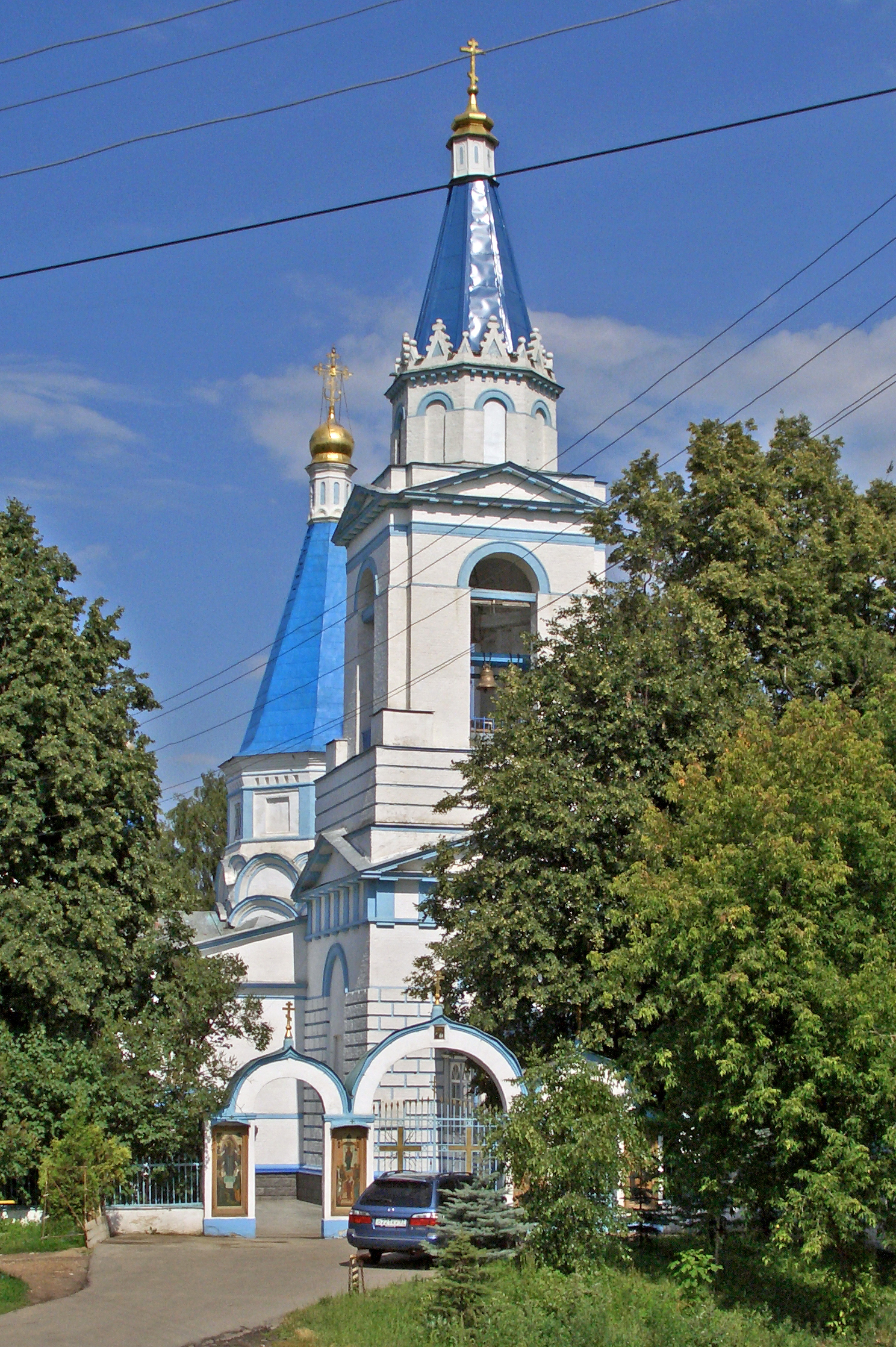
Храм Рождества Христова, 1598—1599 годы (село Беседы)
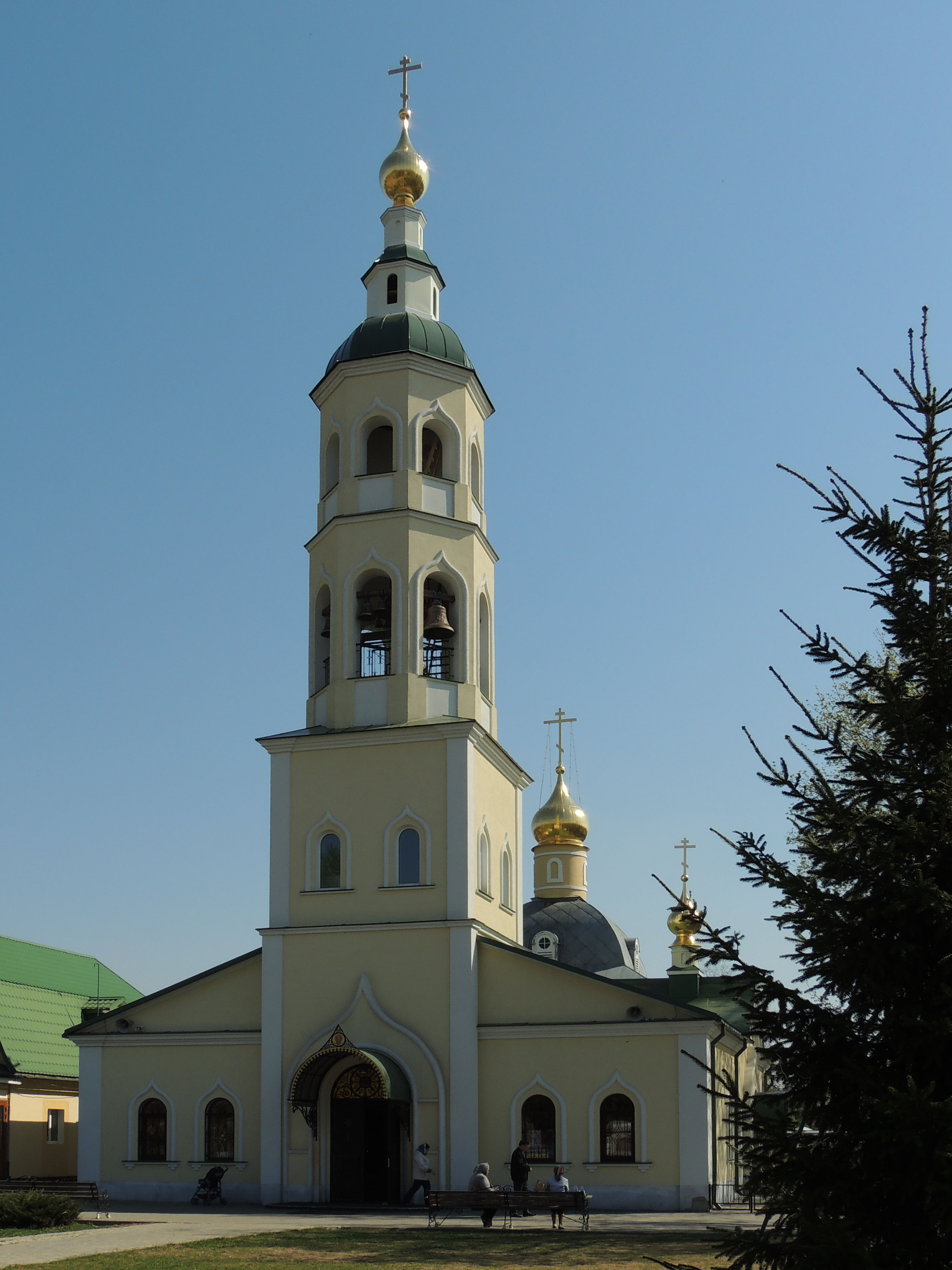
Храм святителя Николая Чудотворца, 1646 год (пос. Володарского)
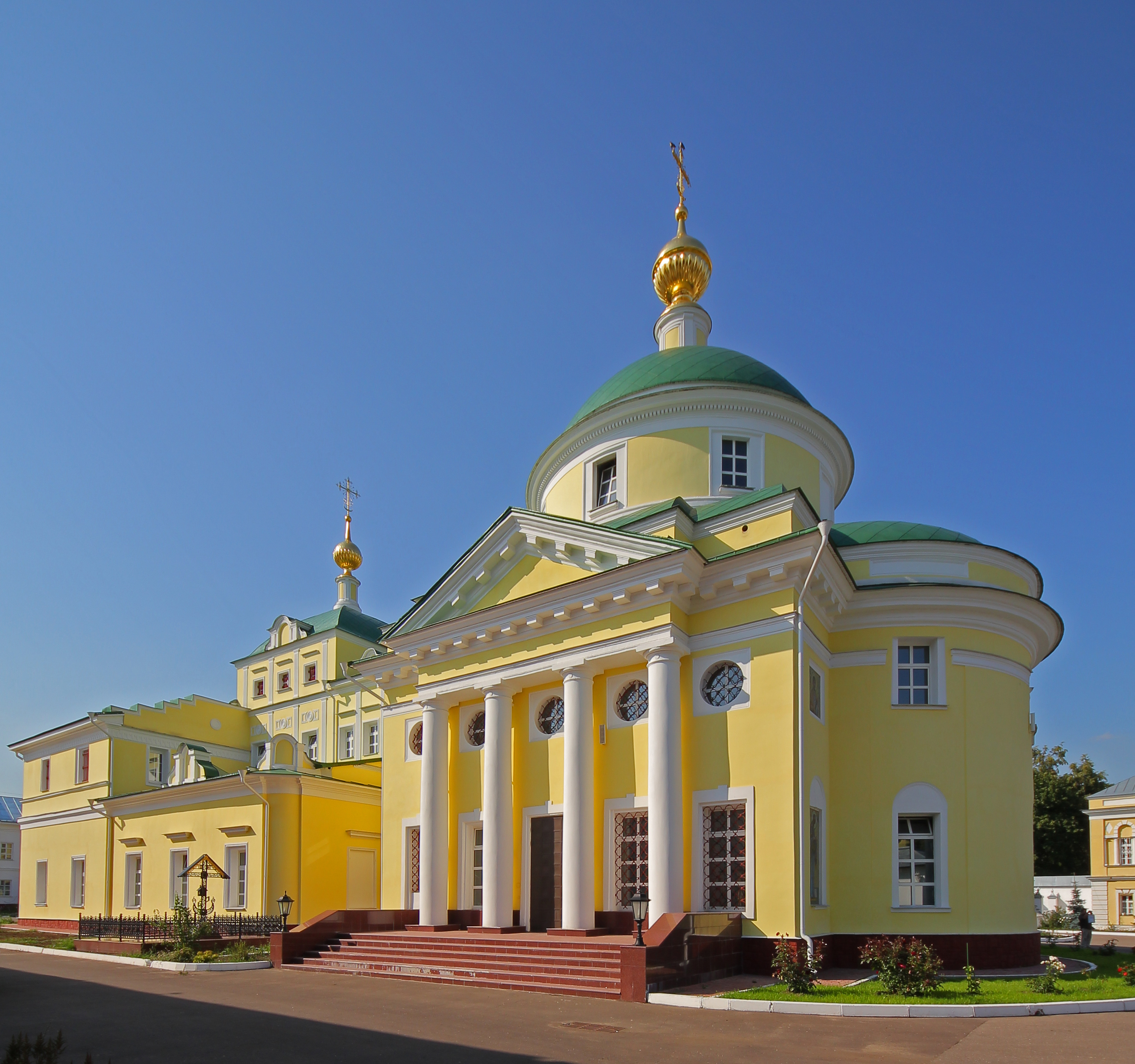
Екатерининская пустынь, основан не ранее 1658 года (город Видное)
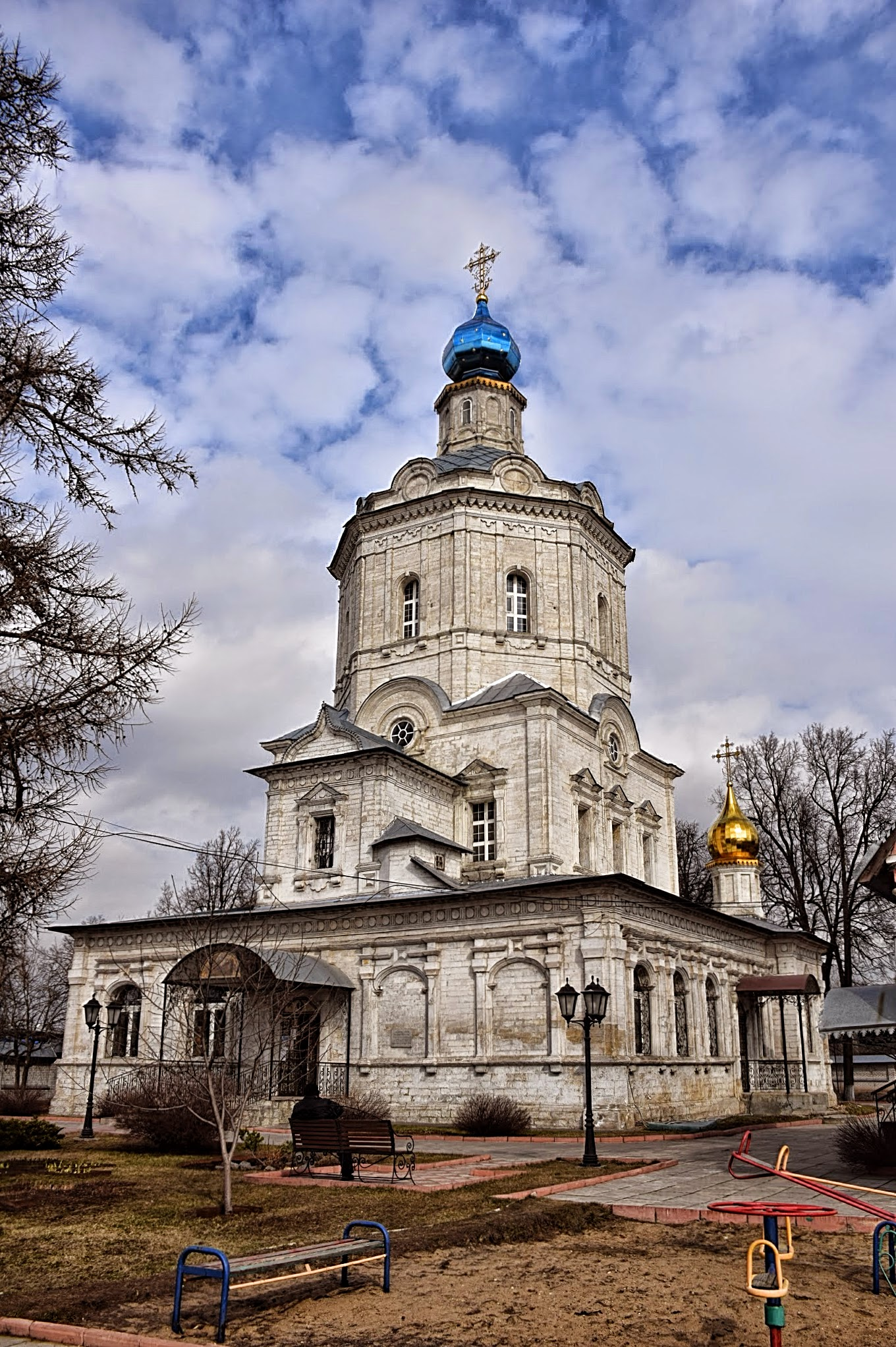
Храм Успения Пресвятой Богородицы в Таболове,  1705 год (город Видное)
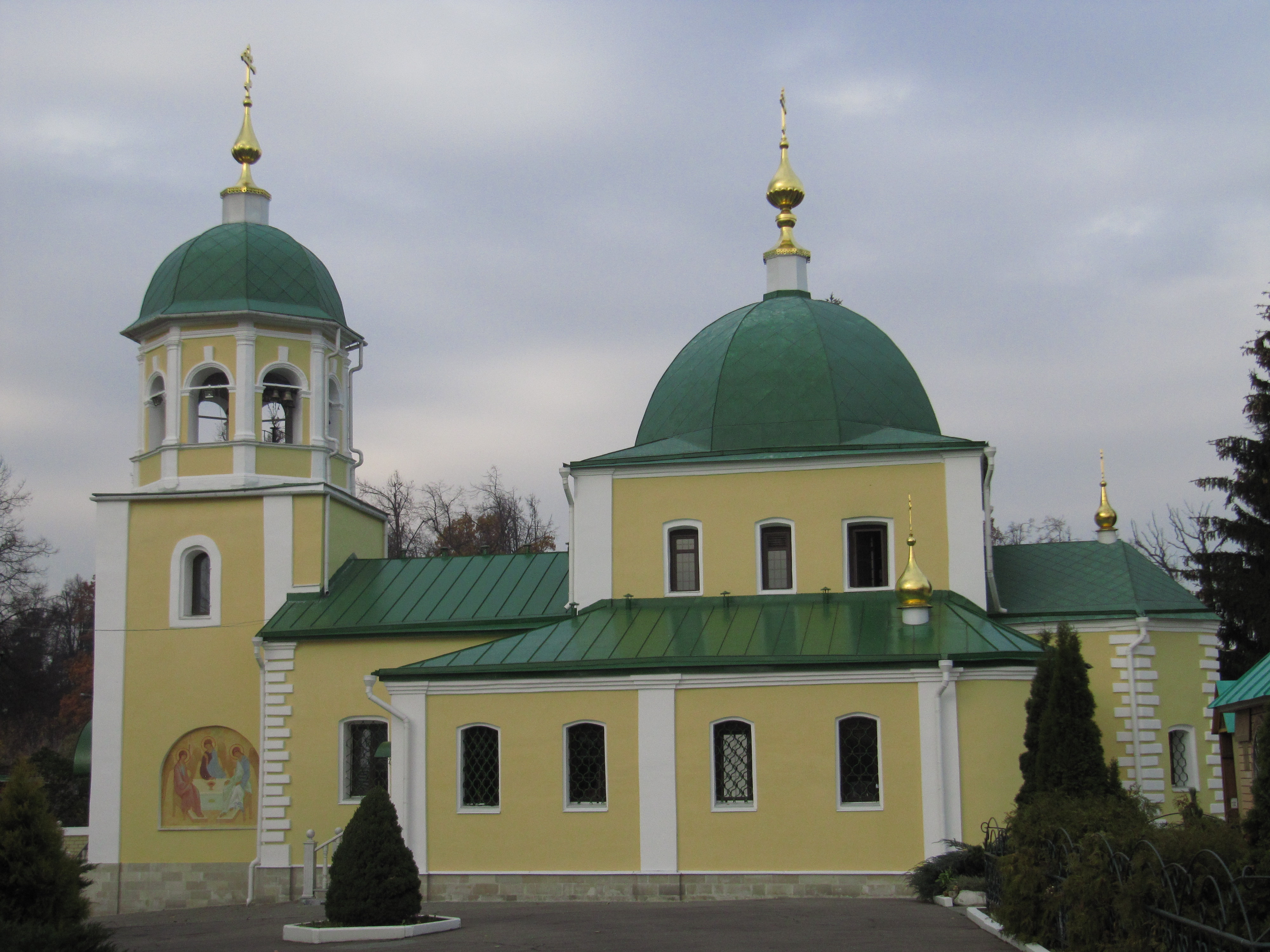
Троицкий храм, 1734 год (пос. Измайлово)
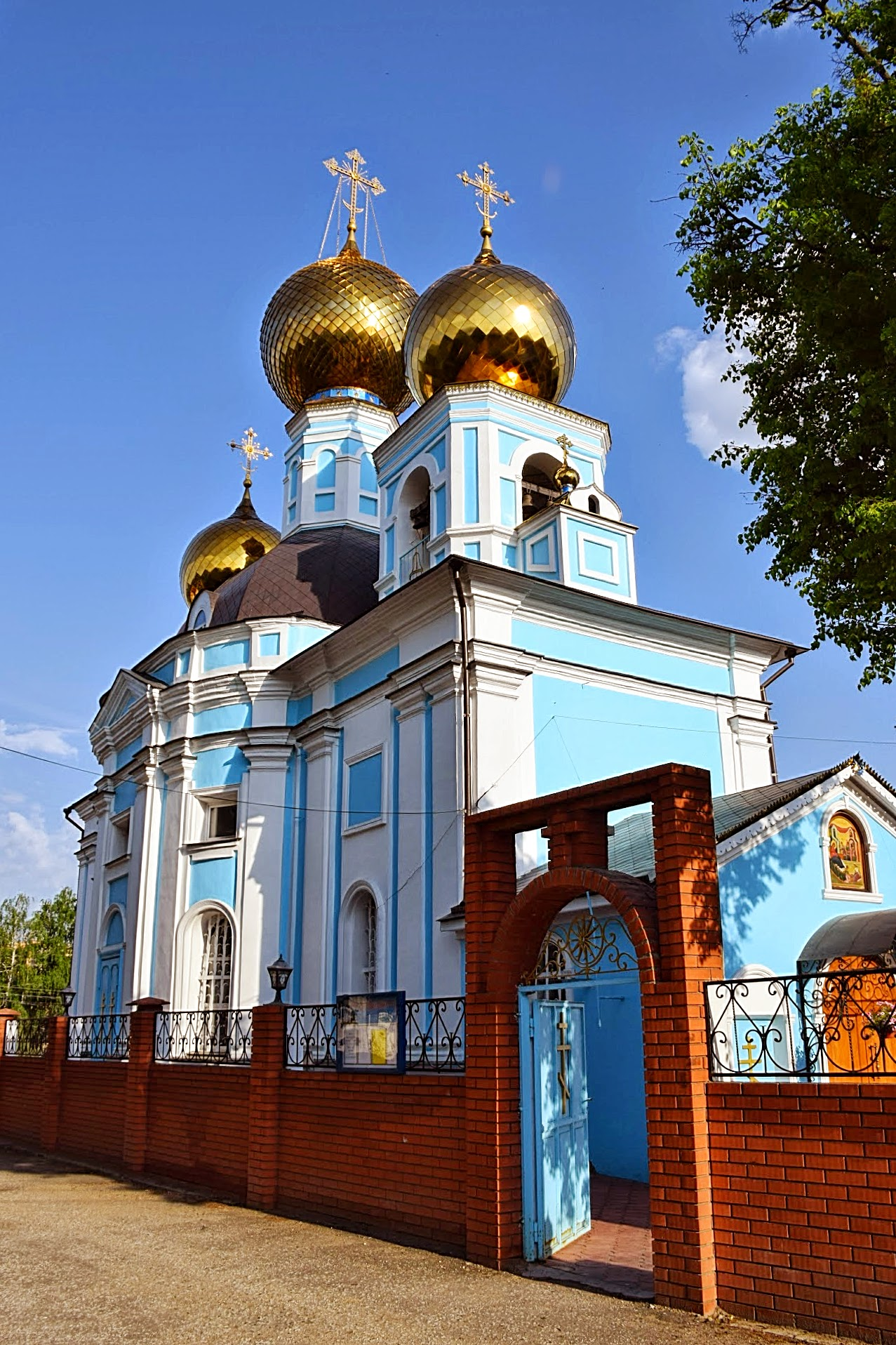
Храм Рождества Пресвятой Богородицы в Тарычёве, 1764 год (город Видное)
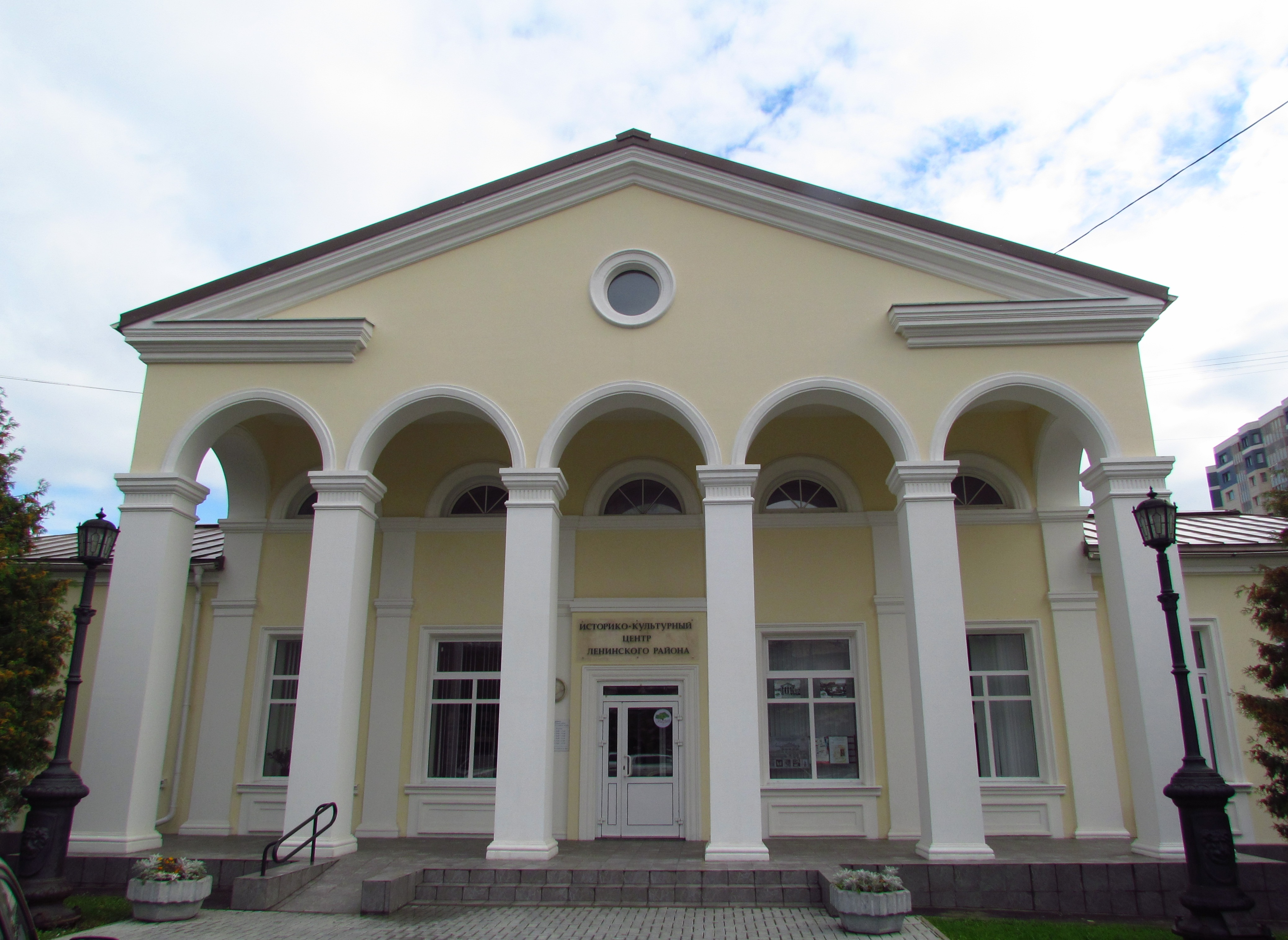
Историко-культурный центр Ленинского района (город Видное)